# Estadi Eduardo Gallardón
L'Estadi Eduardo Gallardon és un estadi de futbol de la ciutat de Lomas de Zamora, a l'Argentina.
És la seu del Club Atlético Los Andes, té una capacitat per a 36.542 espectadors i va ser construït el 1940.